# 광양시의 마천루 목록
대한민국 전라남도 광양시의 마천루 목록이다. 대한민국의 「초고층 및 지하연계 복합건축물 재난관리에 관한 특별법」에 따르면 '초고층 건축물' 이란 층수가 50층 이상 또는 높이가 200m 이상인 건축물을 말한다.

## 가장 높은 마천루
본 목록은 완공되었거나, 상량식을 끝낸 마천루이다.
| 순위 | 이름                     | 사진 | 위치   | 높이 | 층수 | 완공 연도 | 비고   |
| ---- | ------------------------ | ---- | ------ | ---- | ---- | --------- | ------ |
| 1=   | e편한세상 광양 A동       |      | 중마동 | 160m | 48층 | 2016년    | [ 1 ]  |
| 1=   | e편한세상 광양 B동       |      | 중마동 | 160m | 48층 | 2016년    | [ 2 ]  |
| 3    | 월드마린센터             |      | 황금동 | 93m  | 19층 | 2007년    | [ 3 ]  |
| 4    | 광양 대광로제비앙 201동  |      | 중동   | 86m  | 30층 | 2013년    | [ 4 ]  |
| 5=   | 광양 대광로제비앙 202동  |      | 중동   | 80m  | 28층 | 2013년    | [ 5 ]  |
| 5=   | 광양 대광로제비앙 302동  |      | 중동   | 80m  | 28층 | 2014년    | [ 6 ]  |
| 7=   | 광양 태완 노블리안 101동 |      | 중동   | 76m  | 26층 | 2011년    | [ 7 ]  |
| 7=   | 광양 태완 노블리안 102동 |      | 중동   | 76m  | 26층 | 2011년    | [ 8 ]  |
| 7=   | 광양 태완 노블리안 103동 |      | 중동   | 76m  | 26층 | 2011년    | [ 9 ]  |
| 10   | 광양송보타워             |      | 마동   | 72m  | 26층 | 2011년    | [ 10 ] |
| 11   | 광양 대광로제비앙 301동  |      | 중동   | 69m  | 24층 | 2014년    | [ 11 ] |
| 12   | 호텔락희 광양            |      | 중동   | 62m  | 15층 | 2016년    | [ 12 ] |

## 미완공 마천루

### 공사중인 마천루
이 목록은 현재 전라남도 광양시에서 공사가 진행중인 마천루이다.
| 이름                          | 상태   | 위치 | 높이 | 층수 | 완공 예정  | 비고 |
| ----------------------------- | ------ | ---- | ---- | ---- | ---------- | ---- |
| 광양 중동 센텀 유블레스 102동 | 공사중 | 중동 | -    | 40층 | 2025년 2월 |      |
| 광양 중동 센텀 유블레스 101동 | 공사중 | 중동 | -    | 39층 | 2025년 2월 |      |
| 광양 중동 센텀 유블레스 103동 | 공사중 | 중동 | -    | 39층 | 2025년 2월 |      |

### 계획중인 마천루
현재 계획이 진행중인 마천루이다.
| 이름                     | 위치   | 높이 | 층수 | 완공 예정 | 비고 |
| ------------------------ | ------ | ---- | ---- | --------- | ---- |
| 황금지구 92블록 주상복합 | 황금동 | 172m | 47층 | -         |      |
| 황금지구 91블록 주상복합 | 황금동 | 143m | 43층 | -         |      |

## 같이 보기
- 광양시
- 마천루 목록
- 아시아의 마천루 목록
- 대한민국의 마천루 목록